# Murder on the Orient Express (pel·lícula de 2017)
Murder on the Orient Express és un thriller de misteri de 2017 dirigit per Kenneth Branagh amb guió de Michael Green, basat en la novel·la del mateix nom de 1934 d'Agatha Christie. La pel·lícula és protagonitzada per Branagh, com a Hercule Poirot, i hi apareixen Penélope Cruz, Willem Dafoe, Judi Dench, Johnny Depp, Josh Gad, Derek Jacobi, Leslie Odom Jr., Michelle Pfeiffer i Daisy Ridley en papers secundaris. La història segueix Poirot, un detectiu de renom mundial, mentre intenta resoldre un assassinat al famós tren transeuropeu als 1930.
La pel·lícula es va presentar el 2 de novembre de 2017 al Royal Albert Hall a Londres i es va estrenar als cinemes catalans el 3 de novembre de 2017.
Té una seqüela: Death on the Nile, també dirigida per Branagh.

## Premissa
Un multimilionari home de negocis és assassinat durant el trajecte del luxós tren Orient Express. Un dels passatgers és el famós detectiu Hèrcules Poirot que intentarà desemmascarar l'assassí abans no pugui escapolir-se del tren.

## Repartiment
- Kenneth Branagh com a Hercule Poirot, un detectiu belga conegut mundialment i ex-agent de policia.
- Tom Bateman com a Bouc, amic de Poirot.
- Penélope Cruz com a Pilar Estravados, la infermera espanyola dels Armstrong.
- Willem Dafoe com a Gerhard Hardman, professor universitari austríac.
- Judi Dench com a princesa Natalia Dragomiroff, amiga de Caroline.
- Johnny Depp com a Edward Ratchett/John Cassetti, gàngster famós.
- Josh Gad com a Hector MacQueen, secretari de Ratchett.
- Derek Jacobi com a Edward Henry Masterman, home de confiança i majordom de Ratchett.
- Leslie Odom Jr. com a doctor Arbuthnot, doctor de l'exèrcit.
- Michelle Pfeiffer com a Caroline Hubbard/Linda Arden, mare de Sonia i àvia de Daisy.
- Daisy Ridley com a Mary Debenham, secretària personal de Sonia i institutriu de Daisy.
- Marwan Kenzari com a Pierre Michel, director d'orquestra i germà de Susanne, que es suïcidar a la presó després de ser acusada d'assassinar Daisy.
- Olivia Colman com a Hildegarde Schmidt, minyona de Natalia.
- Lucy Boynton com a comtessa Helena Andrenyi, germana petita de Sonia.
- Manuel Garcia-Rulfo com a Biniamino Marquez, venedor de cotxes.
- Serguei Polunin com a comte Rudolph Andrenyi, marit d'Helena.
- Phil Dunster com a coronel John Armstrong, pare de Daisy i marit de Sonia.